# Virágzó szerelem (televíziós sorozat)
A Virágzó szerelem (eredeti cím: Kiraz Mevsimi) egy 2014-2015 között futott török romantikus drámasorozat. Törökországban 2014. július 14. és 2015. november 28. között sugározta a FOX csatorna, Magyarországon 2021. augusztus 23-tól sugározza a LifeTV.

## Cselekmény
|  | Alább a cselekmény részletei következnek! |

Öykü nagy álma, hogy sikeres divattervező legyen. Gyerekkori barátjába, Mete-be szerelmes, de a férfi nem viszonozza az érzést. Egy reggelen Mete üzleti partnere, Ayaz és Öykü ugyanazt a taxit stoppolják le. Nem is sejtik még ekkor, hogy virágzó szerelem bontakozik ki közöttük. Hazugságokkal és macska-egér játékokkal harcolnak egymás ellen, de a sors szépen lassan elkezdi összehozni őket. 

## Szereplők és magyar hangjaik
| Szereplő neve  | Színész(nő)          | Magyar hangja      |
| -------------- | -------------------- | ------------------ |
| Öykü Açar      | Özge Gürel           | Dobó Enikő         |
| Ayaz Dinçer    | Serkan Çayoğlu       | Gacsal Ádám        |
| Mete Uyar      | Dağhan Külegeç       | Király Attila      |
| Şeyma Çetin    | Nilperi Şahinkaya    | Czető Zsanett      |
| Sibel Korkmaz  | Fatma Toptaş         | Solecki Janka      |
| İlker Korkmaz  | Serkan Börekyemez    | Czető Roland       |
| Burcu Uyar     | Nihal Işıksaçan      | Laudon Andrea      |
| Emre Yiğit     | Aras Aydın           | Hám Bertalan       |
| Önem Dinçer    | Neslihan Yeldan      | Létay Dóra         |
| Meral Acar     | Ayşegül Ünsal        | Kisfalvi Krisztina |
| Olcay          | Nezih Cihan Aksoy    | Fekete Zoltán      |
| Cem Acar       | Tamer Berke Sarıkaya | Gál Dávid          |
| Bülent Uyar    | Hakan Çimenser       | Barbinek Péter     |
| Mehmet Karaylı | Atilla Saral         |                    |
| Kemal Acar     | Hasan Şahintürk      |                    |
| Monika Sessa   | Jale Arıkan          |                    |
| Derin Aydın    | Özgür Çevik          |                    |

## Évados áttekintés
| Évad | Évad | Török epizódok száma | Magyar epizódok száma | Eredeti sugárzás  | Eredeti sugárzás   | Eredeti adó        | Magyar sugárzás     | Magyar sugárzás    | Magyar adó |
| Évad | Évad | Török epizódok száma | Magyar epizódok száma | Évadpremier       | Évadfinálé         | Eredeti adó        | Évadpremier         | Évadfinálé         | Magyar adó |
| ---- | ---- | -------------------- | --------------------- | ----------------- | ------------------ | ------------------ | ------------------- | ------------------ | ---------- |
|      | 1    | 51                   | 138                   | 2014. július 14.  | 2015. június 7.    |                    | 2021. augusztus 23. | 2021. november 23. |            |
|      | 2    | 8                    | 23                    | 2015. októberi 3. | 2015. november 28. | 2021. november 23. | 2021. december 10.  |                    |            |